# 本住寺 (名古屋市)
本住寺（ほんじゅじ）は、愛知県名古屋市東区東桜にある日蓮宗の寺院。

## 概要
山号は長壽山。旧本山は大本山池上本門寺、生師法縁。境内には九代目花籠平五郎碑がある。
付近には法華寺、照遠寺、真柳寺、妙泉寺、本要寺、大法寺、壽元寺、法輪寺、浄蓮寺等戦後の都市計画で移転された日蓮宗寺院が多数ある。

## 歴史
永禄3年（1560年）武蔵国荏原郡六郷村に佛壽院日現（池上本門寺11世）を開山に創建された。寛永元年（1624年）性法院日年（4世）によって現在地に移転再興された。その後日惺（池上本門寺12世、1550年－1598年）が旧地に本住寺を建立したという。 太平洋戦争中の昭和19年（1944年）12月13日の名古屋空襲による無差別爆撃で堂宇を焼失する。昭和29年（1954年）仮本堂と庫裡が再建された。現在の本堂は昭和55年（1980年）書院、庫裡とともにRC造で再建されたもの。 

## 境内
- 本堂

## 歴代
- 佛壽院日現

## 関連資料
- 張州府志
- 新編武蔵風土記稿
- 相撲史跡研究会編『相撲の史跡6』
- 大田区の寺院